# Полу-Нельсон
«Полу-Нельсон» (англ. Half Nelson; другой вариант перевода — «Половина Нельсона») — американский художественный фильм, драма режиссёра Райана Флека, вышедшая в 2006 году. В главной роли задействован Райан Гослинг, номинированный за неё на премию «Оскар». Название фильма является аллюзией к одноимённому приёму борьбы.

## Сюжет
Фильм начинается с показа с главного героя - учителя истории Дэниела Данна. Он опаздывает на работу, выглядит неопрятно. В учительской коллеги обсуждают его поведение и проблемы с алкоголем.
На уроке Дэн пытается вдохновить учеников рассказом об исторических событиях и социальных изменениях, но те демонстрируют полное равнодушие. После уроков Дэн встречается со своей бывшей девушкой Рэйчел, у них возникает напряжённый разговор о прошлом.
Дома Дэн принимает наркотики, ему звонит директор школы и говорит, что получил жалобы на его поведение. На следующий день Дэн опять опаздывает на работу, он пытается объяснить ученикам важность исторических перемен через метафоры и аллегории.
После уроков к Дэну подходит ученица Дрэй, сестра его бывшего ученика, просит подвезти её домой. Дэн видит, что она общается с опасной компанией и пытается убедить местного наркодилера держаться от неё подальше.
На семейном ужине Дэн скрывает от родителей свои проблемы. Ночью он напивается и приходит к Рэйчел, между ними происходит конфликт. Утром Дэн просыпается на улице.
В школе его вызывает директор и увольняет за прогулы и неподобающее поведение. Дэн прощается с учениками, говорит им, что они могут изменить этот мир.

## В ролях
| Актёр                 | Роль      |
| --------------------- | --------- |
| Райан Гослинг         | Дэн Данн  |
| Шарика Эппс           | Дрей      |
| Энтони Маки           | Фрэнк     |
| Моник Габриела Карнен | Изабель   |
| Денис О’Хэр           | Джимбо    |
| Дебора Раш            | мать Дэна |
| Джей О. Сандерс       | отец Дэна |
| Коллинз Пенни         | Майк      |
| Тина Холмс            | Рейчел    |

## Критика
Фильм был положительно воспринят большинством мировых кинокритиков, отмечающими, по большей части, актёрскую игру Райана Гослинга. Рейтинг картины на сайте Rotten Tomatoes составляет 90%, основанных на 157 рецензиях критиков. На сайте Metacritic рейтинг фильма составляет 85 из 100 на основании 31 отзыва.
Оценка зрителей на сайте IMDB — 7.4 из 10 баллов.
Джим Эмерсон, редактор сайта RogerEbert.com, дал фильму четыре балла из четырёх, назвав его «шедевром». Режиссёр и актёр Кевин Смит сказал, что «Полу-Нельсон — один из десяти лучших фильмов последнего десятилетия».
В списке «50 лучших фильмов десятилетия», составленном авторитетным журналом Paste, «Полу-Нельсон» занял 16-е место.

## Награды и номинации
- 2006 — 3 статуэтки премии Gotham Awards[англ.]: лучший фильм, лучшая режиссёрская работа (Райан Флек), наиболее перспективный новичок (Шарика Эппс).
- 2006 — статуэтка премии Национального совета кинокритиков США — лучшая мужская роль (Райан Гослинг; совместно с Форестом Уитакером).
- 2006 — 2 номинации на «Спутниковую награду»: лучший фильм — драма, лучшая мужская роль (Райан Гослинг).
- 2007 — номинация на премию «Оскар» — лучшая мужская роль (Райан Гослинг).
- 2007 — 5 номинаций на премию «Независимый дух»: лучший фильм, лучшая режиссёрская работа (Райан Флек), лучшая мужская роль (Райан Гослинг; победа), лучшая женская роль (Шарика Эппс; победа), лучший сценарий (Анна Боден, Райан Флек).
- 2007 — номинация на премию Гильдию киноактёров США — лучшая мужская роль (Райан Гослинг).